# Волков, Виолен Степанович
Виолен Степанович Волков (3 апреля 1929 Свердловск, Уральская область — 17 августа 2019, Тверь) — советский и российский кардиолог, доктор медицинских наук (1972), профессор (1982), заслуженный деятель науки Российской Федерации (1994).

## Биография
Родился 3 апреля 1929 года в Свердловске в семье учителей. Окончил с отличием военно-морской факультет 1-го Ленинградского медицинского института (1954). В 1954—1956 годах начальник медслужбы артиллерийского дивизиона на Балтийском флоте.
В 1956—1957 годах участковый терапевт в Свердловске. С 1957 года научный сотрудник кардиологической группы Свердловского НИИ курортологии и физиотерапии.
С 1973 года профессор, с 1975 года заведующий кафедрой госпитальной терапии Калининской (Тверской) государственной медицинской академии.
Специалист в области реабилитации больных ишемической болезнью сердца и гипертонической болезнью; лечения функциональных заболеваний сердечно-сосудистой системы.
Доктор медицинских наук (1972), профессор (1982).
Соавтор монографий:
- «Реабилитация больных, перенесших инфаркт миокарда» (1982),
- «Лечение и реабилитация больных гипертонической болезнью в условиях поликлиники» (1989),
- «Лечение и реабилитация больных стенокардией в амбулаторных условиях» (1995).

Умер 17 августа 2019 года в Твери.

## Награды и звания
- Заслуженный деятель науки Российской Федерации (1994)[1] — за заслуги в научной деятельности
- Орден Почёта (1999)[2]
- Почетный кардиолог России[3]